# Hraniční přechod Broumov–Mähring
Hraniční přechod Broumov–Mähring (německy Grenzübergang Mähring–Broumov) je bývalý silniční hraniční přechod, který se nachází na česko-německé státní hranici na hraničním úseku IV/22 - IV/23 mezi českou obcí Broumov (okres Tachov, Plzeňský kraj) a německým městysem Mähring (zemský okres Tirschenreuth, spolková země Bavorsko). Přechod leží v nadmořské výšce 655 m n. m. na silnici II/201. Před zrušením byl určen pro pěší, cyklisty, motocykly, osobní automobily, autobusy a nákladní automobily.
Hraniční přechod byl zrušen při vstupu České republiky do Schengenského prostoru v roce 2007. V případě dočasného znovuzavedení ochrany vnitřních hranic je provoz na hraničním přechodu upraven Sdělením Ministerstva vnitra č. 395/2021 Sb.